# Fermentație lactică
Fermentația lactică este un proces biologic, în care glucidele precum glucoză, fructoză, lactoză și zaharoză sunt convertite în energie celulară, iar metabolitul rezultat este acidul lactic. Reprezintă forma anaerobă a respirației, care are loc în unele bacterii și celule animale, precum celulele musculare, în lipsa oxigenului.  
Fermentația lactică are o mulțime de aplicații. Prin această metodă sunt produse astfel de alimente precum iaurtul sau varza acră. De asemenea, în urma fermentării lactice a zahărului, sunt produse crampele stomacale. 

## Reacții chimice
Fermentație homofermentativă (rezultă doar acid lactic):
C6H12O6 → 2 CH3CHOHCOOH
Fermentație heterofermentativă (rezultă acid lactic, etanol și dioxid de carbon):
C6H12O6 → CH3CHOHCOOH + C2H5OH + CO2